# Casa de América
Casa de América es un consorcio público creado en la década de los años 1990 e integrado por el Ministerio de Asuntos Exteriores de España (a través de la SECIPIC), la Comunidad de Madrid y el Ayuntamiento de Madrid.
Se coordina a través del Consejo Rector, órgano superior de dirección del Consorcio así como de la Comisión Delegada de dicho Consejo Rector formada por un representante de cada una de las tres Instituciones más el director general. Este consorcio tiene por sede el Palacio de Linares en Madrid.
En julio de 2021 el embajador Enrique Ojeda Vila fue nombrado director del consorcio.

## Objetivos
Casa de América es un consorcio público que tiene como objetivo estrechar los lazos entre España y el continente americano, especialmente con Latinoamérica. Este acercamiento se fomenta a través de la organización de seminarios, conferencias, mesas redondas, exposiciones, charlas magistrales, proyecciones, conciertos, coloquios, presentaciones, talleres, etc. Distintos formatos que persiguen el mismo fin: propiciar un clima adecuado para hablar de temas americanos, en el que participan miembros de gobiernos de ambos lados del Atlántico, medios de comunicación, cuerpo diplomático, empresas, sociedad civil, ámbito académico, literario y artístico, e instituciones.
El Consorcio, fundado en 1990 por el Ministerio de Asuntos Exteriores y Cooperación, la Comunidad de Madrid y el Ayuntamiento de Madrid, tiene su sede en el Palacio de Linares.
La institución, plataforma y herramienta de la diplomacia pública española, ha centrado la programación sobre los acontecimientos y personajes de máxima importancia en cada momento, hasta convertirse en catalizador y divulgador de la actualidad americana, sin olvidarse de difundir el legado histórico y cultural.
El Consorcio Casa de América se fundó en 1990, con ocasión de los preparativos de los actos de celebración del V Centenario. El Ministerio de Asuntos Exteriores, la Comunidad de Madrid y el Ayuntamiento de Madrid se constituyeron como miembros fundadores de la Institución.
La sede de Casa de América acogió la II Cumbre Iberoamericana en julio de 1992. El rey Juan Carlos I y los jefes de Estado y de Gobierno que participaron en la Cumbre, inauguraron la institución.
Casa de América ha recibido desde entonces a las personalidades más relevantes del continente: mandatarios, políticos, economistas, autores, sociólogos, artistas, etc.
Casa de América también tiene una intensa actividad en las redes sociales y el mundo digital. A través de su página web se difunden todos sus contenidos y se anuncian todas las actividades del Consorcio. Además, se publican entrevistas y reportajes relacionados con los actos organizados y en los que aparecen los distintos personajes que en ellos participan. También tiene secciones específicas dedicadas a dar a conocer nuevos artistas, que pueden enviar y mostrar su obra de modo virtual.
La Casa de América nació como uno de los proyectos para la conmemoración del Quinto Centenario del Encuentro de dos Mundos y fue inaugurada en 1992 con motivo de la capitalidad cultural europea de Madrid y coincidiendo con la celebración de la II Cumbre Iberoamericana de jefes de Estado y de Gobierno, por el rey y los mandatarios asistentes a la Cumbre.
Con el objetivo de fomentar el mejor conocimiento entre los pueblos iberoamericanos y España, la Casa de América se configura como centro activo y dinámico para el desarrollo de todo tipo de actividades, fomentando el debate, la reflexión y la investigación sobre temas de contenido cultural, artístico, ideológico, social, científico, tecnológico, económico y político. Se trata de crear un foro y punto de encuentro objetivo y abierto orientado a la difusión de aquellos elementos que, en alguna medida, puedan contribuir a estrechar los lazos que unen a los países integrantes de la Comunidad Iberoamericana de Naciones, así como al acercamiento institucional entre América y Europa.
Los órganos de gobierno y gestión son:
- Director General: Enrique Ojeda Vila es el director general de Casa de América desde julio de 2021.

- Alto Patronato: Presidido por S.M. el Rey, está formado por multinacionales e instituciones españolas y americanas. El apoyo del Alto Patronato es fundamental para la consecución de los fines de Casa de América.

- Consejo Rector: El Consorcio Casa de América está formado por tres instituciones: el Ministerio de Asuntos Exteriores, Unión Europea y Cooperación, la Comunidad de Madrid y el Ayuntamiento de Madrid. Cada una de ellas designa a seis representantes. La presidencia del Consejo es rotatoria cada dos años.[4]

## Actividades
- Literatura: Mesas redondas, conversatorios, lecturas, presentaciones de libros, homenajes, seminarios, conferencias, jornadas.[5]
- Cine: Proyecciones, estrenos, presentaciones, Charlas debate, cursos[6]
- Teatro: Representaciones, estrenos, performance.[7]
- Música: Conciertos, clases maestras, presentaciones de discos.[8]
- Arte: Exposiciones y muestras, instalaciones, intervenciones[9]
- Programación infantil: Cuentacuentos, teatro de títeres, teatro, magia.[10]
- Política y economía: Mesas redondas, desayunos coloquio, clases maestras, conferencias, presentaciones de libros.[11]
- Ideas y debate: Mesas redondas, clases maestras, presentaciones de libros, conferencias.[12]
- Migraciones: Mesas redondas, conferencias, presentaciones de libros.[13]
- Historia: Mesas redondas, presentaciones de libros, conferencias.[14]

## Premios
- Premio Planeta-Casa de América convocado por Casa de América y la editorial Planeta con el objetivo de promover la narrativa en lengua española.[15]
- Premio Casa de América de Poesía Americana, convocatoria que pretende estimular la escritura poética en el ámbito de las Américas, con especial atención a poemas que abran o exploren perpectivas inéditas y temáticas renovadoras.[16]
- Premio Iberoamericano Debate-Casa de América Premio de no ficción convocado por Casa de América y el sello editorial Debate de Random House Mondadori con el propósito de fomentar la reflexión y la crítica en torno a las realidades de nuestro tiempo.[17]
- Premio Bartolomé de las Casas. El Premio Bartolomé de las Casas, convocado por la Secretaría de Estado de Cooperación Internacional y la Casa de América, otorga el reconocimiento internacional a aquellas personas o instituciones que hayan destacado a lo largo del tiempo en la defensa del entendimiento y concordia con los pueblos indígenas de América, en la protección de sus derechos y el respeto de sus valores.[18]
- Ayuda a la Postproducción del Cine Latinoamericano Premio creado como contribución activa de la Casa de América a la sección Cine en Construcción del Festival Internacional de Cine de San Sebastián con el objetivo de brindar un espacio real a los cineastas de América Latina y contribuir a la divulgación cultural de sus obras.[19]

## Festival VivAmérica
El Festival VivAmérica se celebró los años 2007, 2008, 2009, 2010 y 2011.
El Festival es un gran evento cultural organizado por Casa de América nacido en torno a la fecha del 12 de octubre -día de la Hispanidad en España y el Día de la Raza en varios países latinoamericanos-, que pretende convertir esta celebración en el Día de Iberoamérica, sobre todo ante la celebración en 2010 del bicentenario de las independencias de los países iberoamericanos. Hasta la fecha se han celebrado tres festivales, que han sido organizados, cada uno, en torno a una idea o temática central:

### 2007
El Festival VivAmérica nació en 2007 como una iniciativa de la Casa de América, consorcio integrado por el Ministerio de Asuntos Exteriores y de Cooperación español, la Comunidad de Madrid y el Ayuntamiento de Madrid, para celebrar la vitalidad del arte, la cultura y el pensamiento iberoamericanos. VivAmérica convirtió Madrid, entre los días 5 y 14 de octubre, en una gran capital de referencia para el conjunto de Iberoamérica.

### 2008
Después del éxito de la edición de 2007, VivAmérica dio el salto al otro lado del Atlántico y se celebró entre los días 6 y 12 de octubre de manera simultánea en Madrid, Bogotá y Santa Cruz de Tenerife. Una semana repleta de eventos que congregó en las tres ciudades a destacadas personalidades del mundo de la cultura y el pensamiento procedentes de toda Iberoamérica, y que sirvió de puente entre Europa y América.

### 2009
Por tercer año consecutivo, el festival VivAmérica nos brindó cinco días de intensa actividad que tuvieron como eje común la vitalidad del pensamiento y la creación en Iberoamérica. El festival se celebró simultáneamente en Cádiz, Bogotá y Santo Domingo.
Entornos digitales, nuevas tendencias artísticas, juventud e inmigración fueron algunas de las áreas sobre las que se confrontaron diferentes puntos de vista para convertir este Festival de Ideas en una experiencia única y enriquecedora.

### 2010
El Festival VivAmérica tuvo una cuarta celebración en 2010, que duró seis días (del 5 al 10 de octubre). Más de 60 pensadores, artistas, escritores, cineastas, políticos, científicos, tecnólogos y creadores de todos los países de Iberoamérica compartieron sus ideas en este foro dinámico y abierto al talento. Un encuentro en el que también hubo lugar para la fiesta y la diversión. Prueba de ello es La Marcha, que se celebró el domingo 10 de octubre y que se cerró con una actuación memorable de Calle 13.
Cine, literatura, cómics, exposiciones, fotografía, charlas, política, inmigración, género... Y los TEMAS, el formato más ágil de Casa de América. Con estos bloques de tres intervenciones, de 20 minutos cada una, tres personas hablarán de un asunto vinculado a la actualidad, a la reflexión, a la creación, a las tendencias o a los grandes retos y desafíos que debe encarar la comunidad internacional.

## La Marcha
El festival Vivamérica convierte en todas sus ediciones el centro de Madrid en una fiesta de culturas, abierta a todos. La riqueza musical, folclórica y humana de Iberoamérica sale de marcha un domingo de octubre. En la edición de La Marcha 2010, Calle 13, Karamba y más de 30 colectivos de 12 países latinoamericanos, pusieron el ritmo. Los puertorriqueños Residente y Visitante, ganadores de diez Grammy Latinos y dos Grammy estrenaron su nuevo disco guiando La Marcha desde Atocha hasta la Plaza de Cibeles, donde ofrecieron un concierto gratuito. Su mezcla de ritmos callejeros del Caribe con toques electrónicos y letras audaces e incisivas ha puesto a bailar a medio mundo. En 2009 y 2010 siguieron la convocatoria más de 500.000 personas.

## Alto Patronato
El Alto Patronato está constituido por un grupo de empresas que mediante una aportación monetaria anual, contribuyen a potenciar los programas impulsados por Casa de América.

## Equipo de gestión
En 2024 el equipo de gestión de la Casa de América está compuesto por:
- Director general: León de la Torre Krais.
- Director gerente: Oscar Dávila Penen.
- Director de programación: Moisés Morera Martín.
- Dirección de patrimonio: funciones asumidas por Elena Hernando Gonzalo, Directora General de Intervención en el Paisaje Urbano y el Patrimonio Cultural del Ayuntamiento de Madrid[22]

## Horarios
- Punto de información. De lunes a viernes de 9:00 a 20:00
- Exposiciones
  - De lunes a sábados de 11:00 a 19.30 (ininterrumpidamente)
  - Domingos de 11:00 a 15:00 horas (ininterrumpidamente)
- Sala de proyecciones: Cine Iberia. De miércoles a sábado: 19.30. Las sesiones anunciadas pueden sufrir cambios, por razones ajenas a la Institución. Vea la Agenda para comprobar el horario de cada proyección.
  - 5 euros: General.
  - 3 euros: Estudiantes de cine, mayores de 65, carnet joven, empleados de Telefónica e Iberia y titulares de Iberia Plus e Iberia Singular.
  - En el Punto de Información (Plaza de Cibeles s/n). De lunes a viernes de 11.30 a 14.30, y de 16.30 a 19.30. Sábados de 18.30 a 19.30. Venta anticipada exclusivamente de lunes a viernes.
  - Aforo limitado: 90 localidades. Las entradas son numeradas pero una vez comenzada la sesión se perderá el derecho al número del asiento reservado.

Las entradas para las sesiones gratuitas (2 por persona) se comenzarán a distribuir a partir de las 18.00.
- Visitas guiadas
  - Sábados y domingos: 11:00 | 12:00 | 13:00
- Venta de entradas en Taquilla. Durante el fin de semana, antes de cada visita, se pondrán a la venta las entradas de las plazas disponibles.